# رابرت استیونسن (مهندس)
رابرت استیونسن (انگلیسی: Robert Stephenson; ۱۶ اکتبر ۱۸۰۳ – ۱۲ اکتبر ۱۸۵۹) مهندس عمران، سیاستمدار و طراح لوکوموتیو اهل پادشاهی متحد بریتانیای کبیر و ایرلند بود. او تنها پسر جرج استیونسن ، "پدر راه آهن" بود و لوکوموتیو او بر اساس دستاوردهای پدرش ساخته شد. رابرت را بزرگترین مهندس قرن نوزدهم می نامند.
وی همچنین برندهٔ جوایزی همچون همکار انجمن سلطنتی و لژیون دونور (شوالیه) شده‌است.